# Йомби, Альфонс
Альфонс Йомби (фр. Alphonse Yombi; 30 июня 1969, Яунде, Камерун) — камерунский футболист, защитник. 

## Карьера
Альфонс начал свою карьеру в клубе города «Канон Яунде», за который играл на протяжении трёх лет. В 1991 году отправился в «Олимпик» (Мволе). Через два года Альфонс пробовал свои силы во Франции, в частности в клубе «Лаваль». Затем играл в датском «Вайле». Последним клубом в карьере игрока стал греческий «Ираклис».